# Micrurus frontalis
La coral del sur (Micrurus frontalis) es una especie de ofidio de potente veneno, que compone el género Micrurus de la familia Elapidae. Habita en sabanas del centro-este de América del Sur. 

## Distribución y hábitat
Habita en sabanas y bosques en el sur del Brasil en el estado de Río Grande del Sur, el este del Paraguay, Uruguay y el noreste de la Argentina, donde se distribuye en la mesopotamia, en las provincias de Misiones —sur—, Corrientes, y Entre Ríos, en las ecorregiones terrestres campos y malezales, y sabanas mesopotámicas del Cono Sur. al sur de Venezuela estado Bolívar

## Taxonomía
Descripción original
Esta especie fue descrita originalmente en el año 1854 por los zoólogos franceses André Marie Constant Duméril, Gabriel Bibron y Auguste Duméril.
La localidad tipo es: «Territorios de Corrientes y Misiones, Argentina».
Varias formas antes consideradas como subespecies de M. frontalis son ahora tratadas como especies plenas: altirostris, baliocoryphus, pyrrhocryptus, diana, etc. 
Junto a ellas, sumando un total de 8 especies, integra el complejo Micrurus frontalis.

## Características
Es un ofidio de hábitos furtivos, pero con un potente veneno capaz de matar a un hombre adulto. Pero no posee la agresividad de otras serpientes ponzoñosas, por lo que los accidentes son muy raros. 
Su coloración es en angostos anillos completos rojos y otros negros del doble de anchos. Cada uno de estos últimos presenta dos anillos blancos, dando un patrón general tricolor.